# Bab El Assa
Bab El Assa (em árabe: باب العسة) é uma cidade e comuna localizada na província de Tremecém, no noroeste da Argélia. Em 2008, sua população era de 10 147 habitantes.